# Gewerbegebiet Nord
Gewerbegebiet Nord, Magdeburg-Gewerbegebiet Nord – dzielnica miasta Magdeburg w Niemczech, w kraju związkowym Saksonia-Anhalt.